# Willy Kukuk
Pour les articles homonymes, voir Kukuk.
Wilhelm « Willy » Kukuk (né le 15 septembre 1875 à Düsseldorf, mort en 1944 dans la même ville) est un peintre allemand.

## Famille
Willy Kukuk est le fils du marchand Louis Kukuk (mort en 1922) et de Maria Spork. Son frère est le géologue Paul Kukuk (de). Willy Kukuk est marié à Elisabeth Hauth, fille du propriétaire viticole Eduard Hauth (1845-1901) et sœur du marchand de vin et collectionneur d'art de Düsseldorf Arthur Hauth (de). Le beau-frère de Kukuk est le dramaturge Carl Sternheim.

## Biographie

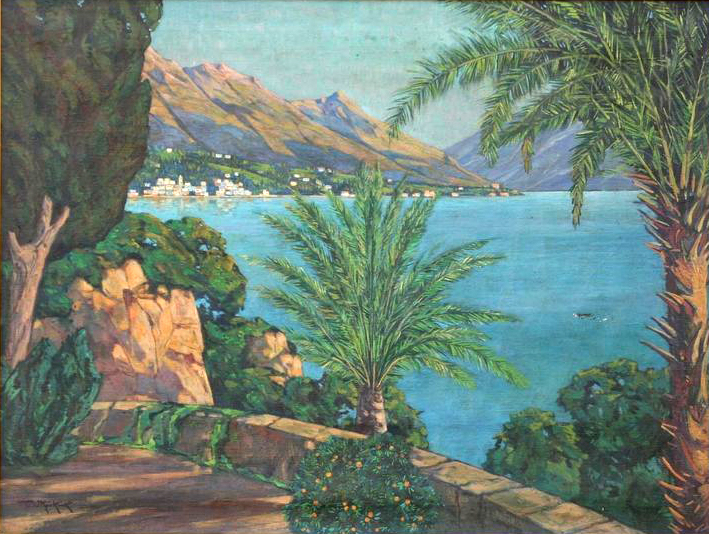
Vue sur le lac de Côme, Italie, vers 1920.

Kukuk étudie à l'académie des beaux-arts de Düsseldorf auprès de Peter Janssen et à l'académie des beaux-arts de Karlsruhe auprès de Carlos Grethe (de). Le représentant de l'impressionnisme tardif voyage dans les Alpes et en Italie, où il crée des peintures représentant des paysages aux couleurs vives et conviviales.
Kukuk expose notamment avec les associations d'artistes modernes La Jeune Rhénanie, Groupe rhénan (de) et Sécession rhénane (de).